# Plectosphaerella
Plectosphaerella är ett släkte av svampar som beskrevs av Heinrich Klebahn. Plectosphaerella ingår i familjen Plectosphaerellaceae, ordningen köttkärnsvampar, klassen Sordariomycetes, divisionen sporsäcksvampar och riket svampar.
Släktet innehåller bara arten Plectosphaerella cucumerina. Plectosphaerella är enda släktet i familjen Plectosphaerellaceae.